# Розендорф (Тирингија)
Розендорф (њем. Rosendorf) општина је у њемачкој савезној држави Тирингија. Једно је од 76 општинских средишта округа Зале-Орла. Према процјени из 2010. у општини је живјело 180 становника. Посједује регионалну шифру (AGS) 16075093.

## Географски и демографски подаци
Розендорф се налази у савезној држави Тирингија у округу Зале-Орла. Општина се налази на надморској висини од 355 метара. Површина општине износи 6,3 km². У самом мјесту је, према процјени из 2010. године, живјело 180 становника. Просјечна густина становништва износи 29 становника/km².